# Sjoerd Bax
Sjoerd Bax (Gorinchem, 6 de enero de 1995) es un ciclista neerlandés, miembro del equipo Q36.5 Pro Cycling Team. 

## Palmarés
2019
- 1 etapa del Rhône-Alpes Isère Tour

2021
- Alpes Isère Tour, más 2 etapas
- 1 etapa del Tour de la Mirabelle
- 2.º en el Campeonato de los Países Bajos en Ruta

2022
- Coppa Agostoni
- 1 etapa del Tour de Langkawi

2023
- 3.º en el Campeonato de los Países Bajos Contrarreloj
- Trofeo Matteotti

2024
- 3.º en el Campeonato de los Países Bajos Contrarreloj